# ماتو يايالو
ماتو يايالو (بالكرواتية: Mato Jajalo)‏ (مواليد 25 مايو 1988 في يايتشي - يوغوسلافيا) لاعب كرة قدم كرواتي يلعب حاليا لصالح نادي الدرجة الأولى كولن الألماني منذ 2010 في مركز الوسط المحوري كما يجيد اللعب في مركز الوسط الأيمن .

## روابط خارجية
- ماتو يايالو على موقع الاتحاد الدولي (مؤرشف)  (الإنجليزية)
- ماتو يايالو على موقع الاتحاد الأوربي (الإنجليزية)
- ماتو يايالو على موقع إي إس بي إن إف سي (الإنجليزية)
- ماتو يايالو على موقع قاعدة بيانات كرة القدم.إي يو (الإنجليزية)
- ماتو يايالو على موقع بيانات كرة القدم. دي إي (الألمانية)
- ماتو يايالو على موقع ليكيب (الفرنسية)
- ماتو يايالو على موقع ناشيونال فوتبول تيمز (الإنجليزية)
- ماتو يايالو على موقع Soccerway.com (الإنجليزية)
- ماتو يايالو على موقع عالم كرة القدم.نت (الإنجليزية)
- ماتو يايالو على موقع كووورة